# Świstak alpejski
Świstak alpejski, dawniej także: świstak (Marmota marmota) – gryzoń z rodziny wiewiórkowatych.

## Nazwa zwyczajowa
W polskiej literaturze zoologicznej dla oznaczenia gatunku używana była także nazwa zwyczajowa „świstak”. Ostatecznie w wydanej w 2015 roku przez Muzeum i Instytut Zoologii Polskiej Akademii Nauk publikacji „Polskie nazewnictwo ssaków świata” gatunkowi przypisano oznaczenie świstak alpejski, rezerwując nazwę świstak dla rodzaju Marmota.

## Opis
Długość ciała: 42 – 54 cm, długość ogona 13 – 16 cm, waga ciała: 2,3 – 5,7 kg; samce są większe od samic. Barwa jest różna – od żółtawobrązowej do czerwonawej lub szarej. Wierzch głowy zawsze czarny, boki ciała i nogi żółtawoszare.

## Występowanie
Zamieszkuje Alpy i niektóre pasma Karpat, sztucznie został wprowadzony w Pirenejach. W Polsce wysokie rejony Tatr zamieszkuje jeden z podgatunków – świstak tatrzański. Populacja liczy około tysiąca osobników.

## Podgatunki
- świstak alpejski Marmota marmota marmota
- świstak tatrzański Marmota marmota latirostris

## Tryb życia
Gatunek wysokogórski. Przebywa w piętrze hal i turni w miejscach trudno dostępnych. Unika okolic ruchliwych szlaków turystycznych. Kopie nory, głębokie na ok. 1 m i osiągające długość do 10 m. Służą mu one jako komora lęgowa, do ucieczki w razie zagrożenia, a w zimie spędza w nich sen zimowy. Prowadzi stadny tryb życia. Jest bardzo ostrożny i płochliwy. W czasie żerowania stada zawsze jakiś osobnik stoi na czatach. Zwykle zajmuje wtedy pozycję, z której dobrze widać na wszystkie strony i staje "na słupka". W razie zagrożenia wydaje głośny świst, od którego pochodzi właśnie nazwa gatunku. Tak zaalarmowane stado błyskawicznie kryje się w doskonale sobie znanych wejściach do nor. Głównym wrogiem świstaka jest orzeł. Świstak zaskoczony przez lisa, czy wilka potrafi się jednak bronić. Świstaki żerują wyłącznie w dzień, szczególnie przy pięknej, słonecznej pogodzie. Żywią się wyłącznie roślinami, zarówno nadziemnymi pędami, jak i bulwami i korzeniami. Szczególnie intensywnie żerują jesienią, przed zapadnięciem w sen zimowy, aby zgromadzić zapasy tłuszczu, niezbędne do przetrwania zimy. Na zimę całe stadko świstaków kryje się głęboko w norach, zatykając wylot nory trawą i korzeniami. Sen zimowy trwa długo; od września do kwietnia.

## Rozród
Ciąża trwa 33-34 dni; rodzi się od 1 do 7 młodych. Samica rodzi tylko 1 raz w ciągu roku. Młode są ślepe i niedołężne, otwierają oczy dopiero po ok. 20 dniach. Po ok. 40 dniach zaczynają już wychodzić z nory, ale matka żywi je mlekiem przez 2 miesiące. Młode opuszczają nory w lipcu. Dojrzewają płciowo po 4 latach. Długość życia świstaka wynosi 15 – 18 lat (w niewoli 20).

## Życie społeczne
Świstaki żyją w rodzinnych grupach, liczących do 20 osobników. Przewodzi im najsilniejszy samiec i najsilniejsza samica. Zajmują się oni strzeżeniem terytorium i kopaniem norek. Tylko oni mają prawo się rozmnażać. Dzieci innych par są porzucane poza norami i najczęściej giną (o ile nie zostaną przygarnięte przez inne grupy świstaków). Jeśli któryś świstak chce mieć potomstwo, może albo pokonać aktualnie rządzącego osobnika, albo wywędrować z norki i założyć nową, własną społeczność lub pokonać w walce władcę innej grupy.

## Ochrona
Świstak w Polsce podlega ochronie ścisłej. Jeszcze na początku XX wieku był obiektem zainteresowania kłusowników, którzy sprzedawali "świstacze sadło" jako remedium na wiele dolegliwości. Realne wówczas zagrożenie wyginięcia tatrzańskich świstaków stało się przyczyną uchwalenia przez Sejm galicyjski w 1868 r. ustawy zakazującej polowań na kozice i świstaki, podpisanej w roku następnym przez Franciszka Józefa I.